# 毛唇独蒜兰
毛唇独蒜兰（学名：Pleione hookeriana）为兰科独蒜兰属下的一个种。